# Вілла-д'Адда
Вілла-д'Адда (італ. Villa d'Adda) — муніципалітет в Італії, у регіоні Ломбардія, провінція Бергамо.
Вілла-д'Адда розташована на відстані близько 490 км на північний захід від Рима, 36 км на північний схід від Мілана, 16 км на захід від Бергамо.
Населення — 4772 особи (2014).
Щорічний фестиваль відбувається 30 листопада -. Покровитель — Андрій Первозваний.

## Демографія
Населення за роками:

Станом на 1 січня 2023 року в муніципалітеті офіційно проживало 236 іноземців з 40 країн, серед них 36 громадян країн Євросоюзу та 9 громадян України.

## Сусідні муніципалітети
- Бривіо
- Калько
- Калуско-д'Адда
- Карвіко
- Імберсаго
- Понтіда
- Робб'яте